# Josefov (Moravia meridionale)
Josefov (in tedesco Josefsdorf) è un comune della Repubblica Ceca facente parte del distretto di Hodonín, in Moravia Meridionale.